# Marché support
Un marché support, dans la terminologie du marketing, est un marché réunissant l'ensemble des produits dont la présence est nécessaire à la consommation du produit étudié.

## Concept
Le marché support regroupe le marché principal et les produits complémentaires au produit étudié.
Le marché des imprimantes est un marché support des recharges d'encre : sans imprimante, on n'achète pas les recharges. De même, les consoles de jeu sont un marché support des jeux eux-mêmes.

## Intérêt
L'identification des marchés support d'un produit permettent de comprendre sa dépendance : un produit qui dépend lourdement d'un marché support peut être mis en danger par un problème relevant du marché support.